# Gran Premio di Spagna 2018
Il Gran Premio di Spagna 2018 è stata la quinta prova della stagione 2018 del campionato mondiale di Formula 1. La gara, corsa domenica 13 maggio 2018 sul circuito di Catalogna a Montmeló, è stata vinta dal britannico Lewis Hamilton su Mercedes, al suo sessantaquattresimo successo nel mondiale. Hamilton ha preceduto sulla linea del traguardo il suo compagno di squadra, il finlandese Valtteri Bottas e l'olandese Max Verstappen su Red Bull Racing-TAG Heuer.

## Vigilia

### Sviluppi futuri
Il consiglio mondiale della FIA ratifica le modifiche al regolamento, che entreranno in vigore dalla stagione 2019. Esse riguardano principalmente l'aerodinamica, che verrà modificata, nella speranza di aumentare le possibilità di sorpasso. Tali norme hanno trovato il sostegno di Ferrari e Mercedes, e l'opposizione di Renault, McLaren e Red Bull Racing.

### Aspetti tecnici
La Pirelli, fornitrice unica degli pneumatici, annuncia che, per il gran premio, fornirà coperture di mescola supersoft, soft e medium. La Federazione permette alla Pirelli di portare nei circuiti da poco riasfaltati, come appunto Barcellona, una tipologia leggermente modificata di pneumatici, col battistada più sottile di 0,4 mm. Ciò in quanto il nuovo asfalto ha maggior grip e meno usura.
La Federazione Internazionale dell'Automobile stabilisce, per questa gara, due zone di attivazione del Drag Reduction System: la prima lungo il rettilineo principale, con punto per la determinazione del distacco fra piloti posto prima dell'ultima curva, mentre la seconda zona è indicata tra la curva 9 (Campsa) e la curva 10 (La Caixa), con detection point fissato prima della curva 9. La prima zona di attivazione è estesa di 100 metri.
La FIA, impossibilitata a controllare la quantità d'olio bruciata durante le qualifiche, decide di vietare il rabbocco dello stesso, durante tale sessione. Il limite concesso dal regolamento è di 0,6 kg d'olio ogni 100 km, e vi è il dubbio, da parte della federazione, che alcune scuderie usino l'olio per dare maggior potenza al carburante utilizzato.
La BP porta per i suoi due team, Renault e McLaren, un nuovo tipo di carburante, che dovrebbe permettere un miglioramento delle prestazioni dei propulsori, entrambi forniti dalla stessa Renault, in attesa degli aggiornamenti previsti per la gara di Montréal. La McLaren presenta un pacchetto di novità, tra cui un nuovo musetto, che ha necessitato di un nuovo crash test. Il nuovo muso si presenta più basso e più stretto, ma affiancato da lunghe paratie ai lati. La punta è ridotta e presenta un foro, simile a quello presente sulle Red Bull. Anche la Red Bull Racing presenta delle modifiche strutturali alla monoposto, che interessano la parte centrale della vettura, con una rivisitazione dell'airbox, e un nuovo impianto di raffreddamento, con una ricollocazione dei radiatori.

### Aspetti sportivi
La Federazione Internazionale dell'Automobile penalizza Sergej Sirotkin per l'incidente con Fernando Alonso, alla partenza del precedente Gran Premio di Baku. Il pilota russo perde tre posizioni sulla griglia di partenza. La scuderia aveva anche proposto un ricorso, che però è stato respinto.
Jörg Zender, direttore tecnico della Sauber, abbandona il team elvetico.
L'ex pilota di Formula 1, il britannico Derek Warwick, è nominato commissario aggiunto per la gara. Ha svolto già in passato tale funzione, l'ultima al Gran Premio del Brasile 2017.
Da questa stagione, la gara è sponsorizzata da Emirates, mentre, fino alla stagione precedente, la gara era abbinata alla Pirelli.
Nella prima sessione di prove libere del venerdì Robert Kubica ha preso il posto di Sergej Sirotkin alla Williams. Per il polacco è il rientro, durante un weekend del mondiale, dopo l'incidente patito nel Rally Ronde di Andora il 6 febbraio 2011.

## Prove

### Resoconto
Nella prima sessione di prove il più rapido è stato Valtteri Bottas su Mercedes, che ottiene un tempo più basso di quello che valse la pole position nel 2017. Il vento e le condizioni non perfette della pista hanno reso difficile la guida per i piloti, autori di diversi errori. Daniel Ricciardo è stato anche autore di un'uscita dal tracciato, con conseguente danneggiamento della monoposto. Ha chiuso al secondo posto della classifica l'altro pilota della Mercedes, Lewis Hamilton, staccato di 8 decimi, che però ha voluto studiare maggiormente il comportamento delle gomme medie.
Alle spalle delle due vetture tedesche si è piazzato Sebastian Vettel, che ha preceduto Max Verstappen e Kimi Räikkönen; sulle vetture Ferrari si è presentato graining nell'utilizzo delle gomme supersoft. Al sesto posto ha chiuso Fernando Alonso su una maggiormente competitiva McLaren. Al termine della prima sessione Kevin Magnussen ha ricevuto una reprimenda per aver chiuso Charles Leclerc, in un tentativo di sorpasso.
L'aumento delle temperature del pomeriggio del venerdì non permette ai piloti di migliorare i tempi ottenuti nella prima sessione. Anche in questa sessione è però un pilota della Mercedes, Hamilton, a trovare la migliore prestazione. Il campione del mondo precede le due Red Bull Racing, staccando Ricciardo di poco più di un decimo e Verstappen di meno di tre. Al quarto posto si è classificato Vettel, davanti a Bottas e Räikkönen. La Ferrari ha dimostrato competitività con le gomme medie, e ha evidenziato anche un problema alla power unit di Räikkönen, che non ha potuto compiere il suo long run. Anche Sergio Pérez non ha potuto completare la sessione, in quanto è stato rimandato in pista, dopo una sosta, senza che la gomma anteriore sinistra fosse ben fissata alla monoposto, ciò che lo ha costretto a parcheggiare la vettura lungo la pista. La Force India è stata multata di 5 000 euro per questo errore. Al termine della sessione la Ferrari sostituisce la power unit sulla monoposto di Räikkönen. La FIA, dopo l'ispezione dei delegati tecnici, decide di vietare, dal prossimo gran premio, le piccole alette poste al di sopra dei specchietti retrovisori, fissati dalla Ferrari sull'Halo.
Nella sessione del sabato Lewis Hamilton coglie il record della pista, con 1'17"281, utilizzando le gomme supersoft. Il britannico ha preceduto, per soli 13 millesimi, il compagno di scuderia, Valtteri Bottas. Dietro al duo della Mercedes si sono piazzati i due piloti della Scuderia Ferrari, Sebastian Vettel e Kimi Räikkönen. La sessione è stata interrotta a pochi secondi dal termine, per un incidente che ha coinvolto Brendon Hartley. Il pilota neozelandese è uscito di pista alla curva 9, ove le vetture toccano i 250 km/h: la vettura, dopo che le gomme avevano toccato l'erba a bordo del tracciato, ha perso direzionalità ed è andata a sbattere contro le barriere. Il forte impatto ha distrutto tutto il retrotreno della Toro Rosso.
Anche Max Verstappen non ha potuto completare la sessione per un problema elettrico sulla sua Red Bull Racing, che si era verificato nella parte iniziale della sessione, con i tecnici della scuderia che non sono riusciti a risolverlo velocemente. L'altro pilota della scuderia anglo-austriaca, Daniel Ricciardo, si è concentrato, nel corso della sessione, sull'uso delle gomme medie, in prospettiva della gara.

### Risultati
Nella prima sessione del venerdì si è avuta questa situazione:
| Pos | Nº | Pilota           | Costruttore | Tempo    | Gap    | Giri |
| --- | -- | ---------------- | ----------- | -------- | ------ | ---- |
| 1   | 77 | Valtteri Bottas  | Mercedes    | 1'18"148 |        | 32   |
| 2   | 44 | Lewis Hamilton   | Mercedes    | 1'18"997 | +0"849 | 22   |
| 3   | 5  | Sebastian Vettel | Ferrari     | 1'19"098 | +0"950 | 24   |

Nella seconda sessione del venerdì si è avuta questa situazione:
| Pos | Nº | Pilota           | Costruttore               | Tempo    | Gap    | Giri |
| --- | -- | ---------------- | ------------------------- | -------- | ------ | ---- |
| 1   | 44 | Lewis Hamilton   | Mercedes                  | 1'18"259 |        | 39   |
| 2   | 3  | Daniel Ricciardo | Red Bull Racing-TAG Heuer | 1'18"392 | +0"133 | 41   |
| 3   | 33 | Max Verstappen   | Red Bull Racing-TAG Heuer | 1'18"533 | +0"274 | 39   |

Nella sessione del sabato mattina si è avuta questa situazione:
| Pos | Nº | Pilota           | Costruttore | Tempo    | Gap    | Giri |
| --- | -- | ---------------- | ----------- | -------- | ------ | ---- |
| 1   | 44 | Lewis Hamilton   | Mercedes    | 1'17"281 |        | 15   |
| 2   | 77 | Valtteri Bottas  | Mercedes    | 1'17"294 | +0"013 | 19   |
| 3   | 5  | Sebastian Vettel | Ferrari     | 1'17"550 | +0"269 | 16   |

## Qualifiche

### Resoconto
Brendon Hartley non prende parte alle qualifiche, in quanto la monoposto non può essere riparata in tempo, dopo l'incidente delle prove libere del mattino. Le Ferrari fanno segnare i migliori due tempi, prima che le Mercedes s'intercalino tra le due vetture italiane. Dietro si piazzano le due Red Bull Racing, separate poi da Fernando Alonso. Sebastian Vettel si migliora ancora, cogliendo il record della pista, con 1’17"031.
Nico Hülkenberg è vittima di un problema di alimentazione, che si palesa nel suo primo tentativo, ove il tedesco deve abbandonare. Poco dopo le Red Bull si posizionano dietro la Ferrari di Räikkönen, facendo scivolare le Mercedes al quinto e sesto posto. Hülkenberg rientra in pista negli ultimi istanti della sessione, cogliendo il quattordicesimo tempo.
Esteban Ocon rimonta al tredicesimo posto, mentre Stoffel Vandoorne precede Hülkenberg, cogliendo la qualificazione alla Q2. I piloti eliminati sono perciò, oltre al tedesco della Renault, Marcus Ericsson, e il duo della Williams Sergej Sirotkin e Lance Stroll, con quest'ultimo uscito dalla pista, nella fase finale della sessione.
I piloti della Haas sono i primi a stabilire un riferimento cronometrico in Q2, battuti poi da Hamilton, che vede il suo tempo abbassato, in sequenza, da Bottas, Räikkönen, e Vettel, che coglie di nuovo il record della pista in 1’16"802. Il duo della Red Bull, Verstappen e Ricciardo, è ancora la terza forza del gruppo, subito dietro a Ferrari e Mercedes. Hamilton si lamenta dello sporco portato in pista, dopo l'uscita di Stroll, avvenuta in Q1.
I due piloti di casa, Alonso e SainzJr., migliorano, entrando nella top ten; dopo il secondo tentativo, anche i piloti della Haas abbassano i loro tempi, costringendo così tutti i piloti, tra il sesto e il quindicesimo posto, a cercare la qualificazione alla terza fase negli ultimi istanti della sessione.
Fernando Alonso non si migliora, ma ottiene l'accesso alla Q3, a differenza di Pierre Gasly, che lima il suo tempo, ma è solo dodicesimo. Oltre al francese sono eliminati Vandoorne, Ocon, Leclerc e Pérez.
In Q3 le Red Bull ottengono un tempo sull'1’16"8, prima che Hamilton faccia segnare 1’16"491. Deludono, nel primo tentativo, sia le due Ferrari che Bottas, che si posizionano dietro alle Red Bull, con Kimi Räikkönen dietro anche ad Alonso.
Daniel Ricciardo effettua un tentativo con le soft, in luogo delle più morbide supersoft, sfiorando il tempo di Verstappen. La stessa strategia è seguita da Kimi Räikkönen e Sebastian Vettel. Räikkönen migliora, scalando al secondo posto. È però Hamilton a far segnare 1’16"173, seguito da Bottas, in prima fila, ma secondo, con 1’16"213. Anche Vettel brucia il compagno di team, conquistando il terzo tempo.
Lewis Hamilton conquista la sua settantaquattresima pole position, la novantesima per la Mercedes.

### Risultati
Nella sessione di qualifica si è avuta questa situazione:
| Pos                         | Nº | Pilota            | Costruttore               | Q1          | Q2       | Q3       | Griglia |
| --------------------------- | -- | ----------------- | ------------------------- | ----------- | -------- | -------- | ------- |
| 1                           | 44 | Lewis Hamilton    | Mercedes                  | 1'17"633    | 1'17"166 | 1'16"173 | 1       |
| 2                           | 77 | Valtteri Bottas   | Mercedes                  | 1'17"674    | 1'17"111 | 1'16"213 | 2       |
| 3                           | 5  | Sebastian Vettel  | Ferrari                   | 1'17"031    | 1'16"802 | 1'16"305 | 3       |
| 4                           | 7  | Kimi Räikkönen    | Ferrari                   | 1'17"483    | 1'17"071 | 1'16"612 | 4       |
| 5                           | 33 | Max Verstappen    | Red Bull Racing-TAG Heuer | 1'17"411    | 1'17"266 | 1'16"816 | 5       |
| 6                           | 3  | Daniel Ricciardo  | Red Bull Racing-TAG Heuer | 1'17"623    | 1'17"638 | 1'16"818 | 6       |
| 7                           | 20 | Kevin Magnussen   | Haas-Ferrari              | 1'18"169    | 1'17"618 | 1'17"676 | 7       |
| 8                           | 14 | Fernando Alonso   | McLaren-Renault           | 1'18"276    | 1'18"100 | 1'17"721 | 8       |
| 9                           | 55 | Carlos Sainz Jr.  | Renault                   | 1'18"480    | 1'17"803 | 1'17"790 | 9       |
| 10                          | 8  | Romain Grosjean   | Haas-Ferrari              | 1'18"305    | 1'17"699 | 1'17"835 | 10      |
| 11                          | 2  | Stoffel Vandoorne | McLaren-Renault           | 1'18"885    | 1'18"323 | N.D.     | 11      |
| 12                          | 10 | Pierre Gasly      | Scuderia Toro Rosso-Honda | 1'18"550    | 1'18"463 | N.D.     | 12      |
| 13                          | 31 | Esteban Ocon      | Force India-Mercedes      | 1'18"813    | 1'18"696 | N.D.     | 13      |
| 14                          | 16 | Charles Leclerc   | Sauber-Ferrari            | 1'18"661    | 1'18"910 | N.D.     | 14      |
| 15                          | 11 | Sergio Pérez      | Force India-Mercedes      | 1'18"740    | 1'19"098 | N.D.     | 15      |
| 16                          | 27 | Nico Hülkenberg   | Renault                   | 1'18"923    | N.D.     | N.D.     | 16      |
| 17                          | 9  | Marcus Ericsson   | Sauber-Ferrari            | 1'19"493    | N.D.     | N.D.     | 17      |
| 18                          | 35 | Sergej Sirotkin   | Williams-Mercedes         | 1'19"695    | N.D.     | N.D.     | 19      |
| 19                          | 18 | Lance Stroll      | Williams-Mercedes         | 1'20"225    | N.D.     | N.D.     | 18      |
| Tempo limite 107%: 1'22"423 |    |                   |                           |             |          |          |         |
| NQ                          | 28 | Brendon Hartley   | Scuderia Toro Rosso-Honda | senza tempo | N.D.     | N.D.     | 20      |

In grassetto sono indicate le migliori prestazioni in Q1, Q2 e Q3.

## Gara

### Resoconto
Lewis Hamilton è capace di mantenere il comando della gara al via, con Sebastian Vettel che passa l'altro pilota della Mercedes, Valtteri Bottas, portandosi al secondo posto. Nelle retrovie Romain Grosjean esce di pista, tenta di riprendere la vettura ma si ritrova al centro del tracciato, dopo aver alzato una grande nuvola di fumo. La sua Haas è colpita da Nico Hülkenberg e Pierre Gasly. I tre piloti sono incolumi, ma sono anche costretti all'abbandono. Per la grande quantità di detriti presente in pista la direzione di gara decide per l'utilizzo della Safety Car, che si protrae fino al settimo giro.
Alla ripartenza Hamilton comanda il plotone, davanti a Vettel, Bottas, Kimi Räikkönen, Max Verstappen, Daniel Ricciardo, Kevin Magnussen e Carlos Sainz Jr.. Le posizioni rimangono congelate fino al diciassettesimo giro, quando Vettel effettua la sua prima sosta, passando a gomme medie. Il tedesco rientra in gara settimo. Due giri dopo tocca anche a Bottas, che però rientra alle spalle di Vettel. Il tedesco della Ferrari passa anche Magnussen, passato da Bottas al ventunesimo giro. La graduatoria così vede Räikkönen e il duo della Red Bull Racing alle spalle di Hamilton, e davanti a Vettel e Bottas.
Al ventiquattresimo passaggio Lewis Hamilton effettua la sua sosta, mentre, poco dopo, Kimi Räikkönen sconta una perdita di potenza, che lo costringe al ritiro. In testa ora si trova Verstappen, davanti a Hamilton e Ricciardo. Più dietro Sainz Jr., dopo la sosta, si trova a duellare con Marcus Ericsson, per l'ottava piazza.
Al giro 32 c'è la sosta di Kevin Magnussen (che era sesto), seguito, nei due giri successivi, dalle due Red Bull. Lewis Hamilton torna al comando, davanti a Vettel, Bottas, Verstappen, Ricciardo e Magnussen. Al giro 38 Esteban Ocon si ritira per una perdita di potenza del motore, che costringe la direzione di gara a stabilire la Virtual Safety Car. La Ferrari richiama ai box Sebastian Vettel, per montare gomme medie. Il tedesco scala da secondo a quarto, in mezzo alle due Red Bull.
Al termine della Safety Car virtuale Sergej Sirotkin compie un errore di guida, mentre Verstappen danneggia l'alettone anteriore, in un contatto  con Lance Stroll.
La classifica non cambia fino al termine, in quanto nessuno dei piloti di testa effettua una seconda sosta, strategia seguita da Vettel. Lewis Hamilton conquista la sua sessantaquattresima vittoria nel mondiale, la Mercedes ottiene la sua quarantunesima doppietta; per la Red Bull Racing quello di Max Verstappen è il centocinquantesimo podio.

### Risultati
I risultati del Gran Premio sono i seguenti:
| Pos | Nº | Pilota            | Costruttore               | Giri | Tempo/Ritiro                          | Griglia | Punti |
| --- | -- | ----------------- | ------------------------- | ---- | ------------------------------------- | ------- | ----- |
| 1   | 44 | Lewis Hamilton    | Mercedes                  | 66   | 1h35'29"972                           | 1       | 25    |
| 2   | 77 | Valtteri Bottas   | Mercedes                  | 66   | +20"593                               | 2       | 18    |
| 3   | 33 | Max Verstappen    | Red Bull Racing-TAG Heuer | 66   | +26"873                               | 5       | 15    |
| 4   | 5  | Sebastian Vettel  | Ferrari                   | 66   | +27"584                               | 3       | 12    |
| 5   | 3  | Daniel Ricciardo  | Red Bull Racing-TAG Heuer | 66   | +50"058                               | 6       | 10    |
| 6   | 20 | Kevin Magnussen   | Haas-Ferrari              | 65   | +1 giro                               | 7       | 8     |
| 7   | 55 | Carlos Sainz Jr.  | Renault                   | 65   | +1 giro                               | 9       | 6     |
| 8   | 14 | Fernando Alonso   | McLaren-Renault           | 65   | +1 giro                               | 8       | 4     |
| 9   | 11 | Sergio Pérez      | Force India-Mercedes      | 64   | +2 giri                               | 15      | 2     |
| 10  | 16 | Charles Leclerc   | Sauber-Ferrari            | 64   | +2 giri                               | 14      | 1     |
| 11  | 18 | Lance Stroll      | Williams-Mercedes         | 64   | +2 giri                               | 18      |       |
| 12  | 28 | Brendon Hartley   | Scuderia Toro Rosso-Honda | 64   | +2 giri                               | 20      |       |
| 13  | 9  | Marcus Ericsson   | Sauber-Ferrari            | 64   | +2 giri                               | 17      |       |
| 14  | 35 | Sergej Sirotkin   | Williams-Mercedes         | 63   | +3 giri                               | 19      |       |
| Rit | 2  | Stoffel Vandoorne | McLaren-Renault           | 45   | Cambio                                | 11      |       |
| Rit | 31 | Esteban Ocon      | Force India-Mercedes      | 38   | Pressione dell'olio                   | 13      |       |
| Rit | 7  | Kimi Räikkönen    | Ferrari                   | 25   | Motore                                | 4       |       |
| Rit | 8  | Romain Grosjean   | Haas-Ferrari              | 0    | Collisione con N.Hulkenberg e P.Gasly | 10      |       |
| Rit | 10 | Pierre Gasly      | Scuderia Toro Rosso-Honda | 0    | Collisione con R.Grosjean             | 12      |       |
| Rit | 27 | Nico Hülkenberg   | Renault                   | 0    | Collisione con R.Grosjean             | 16      |       |

## Classifiche mondiali

### Piloti
| Pos | Pilota            | Punti |
| --- | ----------------- | ----- |
| 1   | Lewis Hamilton    | 95    |
| 2   | Sebastian Vettel  | 78    |
| 3   | Valtteri Bottas   | 58    |
| 4   | Kimi Räikkönen    | 48    |
| 5   | Daniel Ricciardo  | 47    |
| 6   | Max Verstappen    | 33    |
| 7   | Fernando Alonso   | 32    |
| 8   | Nico Hülkenberg   | 22    |
| 9   | Kevin Magnussen   | 19    |
| 9   | Carlos Sainz Jr.  | 19    |
| 10  | Sergio Pérez      | 17    |
| 11  | Pierre Gasly      | 12    |
| 12  | Charles Leclerc   | 9     |
| 13  | Stoffel Vandoorne | 8     |
| 14  | Lance Stroll      | 4     |
| 15  | Marcus Ericsson   | 2     |
| 16  | Esteban Ocon      | 1     |
| 16  | Brendon Hartley   | 1     |

### Costruttori
| Pos | Costruttore               | Punti |
| --- | ------------------------- | ----- |
| 1   | Mercedes                  | 153   |
| 2   | Ferrari                   | 126   |
| 3   | Red Bull Racing-TAG Heuer | 80    |
| 4   | Renault                   | 41    |
| 5   | McLaren-Renault           | 40    |
| 6   | Haas-Ferrari              | 19    |
| 7   | Force India-Mercedes      | 18    |
| 8   | Scuderia Toro Rosso-Honda | 13    |
| 9   | Sauber-Ferrari            | 11    |
| 10  | Williams-Mercedes         | 4     |

## Decisioni della FIA
Al termine della gara, la FIA decide di penalizzare di tre posizioni, sulla griglia del successivo Gran Premio, Romain Grosjean, a seguito dell'incidente alla partenza. Al francese sono sottratti anche due punti dalla Superlicenza.
Stoffel Vandoorne subisce la decurtazione di un punto dalla Superlicenza per aver tagliato una curva e tratto del vantaggio.